# Edward Blyth
Edward Blyth (23. prosince 1810 Londýn – 27. prosince 1873 Londýn) byl anglický zoolog. Jeho autorská zkratka je Blyth, publikoval také pod pseudonymem Zoophilus.
Původním povoláním byl lékárník. Amatérsky se věnoval studiu přírody, působil v Londýnské zoologické společnosti a přispíval do časopisu Annals and Magazine of Natural History. Podílel se na anglickém překladu Království zvířat Georgese Cuviera. V roce 1841 se stal kurátorem přírodovědného muzea Asijské společnosti v Kalkatě. Funkci zastával do roku 1862, kdy se ze zdravotních důvodů musel vrátit do Anglie. Vytvořil katalog společnosti a byl uznáván jako přední autorita v oboru indické fauny, především ptactva. Vzorky živočichů mu dodávali sběratelé Robert Swinhoe a Allan Octavian Hume. K druhům, které vědecky popsal, patří makak červenolící, cibetka skvrnitá, veverka oranžovohřbetá, kasuár jednolaločný, orel pralesní, rákosník pokřovní, pita azurová, budníček žlutavolící, želva barmská a létavka křížová. Roku 1857 ovdověl a závěr jeho života byl poznamenán chudobou, depresemi a závislostí na alkoholu.
Jeho názory na vývoj živočišných druhů výrazně ovlivnily Charlese Darwina. Zabýval se také zoogeografií. Posmrtně vyšly jeho práce Catalogue of the Mammals and Birds of Burma (1875) a The Natural History of the Cranes (1881).
Je po něm pojmenován rod užovek Blythia, rod datlů Blythipicus a druhy skokan Blythův, sisora Blythova a satyr Blythův.